# Copa de Brasil de Futsal
La Copa de Brasil de Futsal es una competición organizada por la Confederación Brasileña de Futsal. El concurso nació con la intención de abarcar todos los estados brasileños, con sus respectivos representantes. La primera edición del concurso tuvo lugar en el año 2017 y desde entonces se celebra anualmente. El campeón del torneo clasifica a la Supercopa de Brasil, que da lugar a la Libertadores de este deporte.
El primer campeón del torneo fue Horizonte Futsal de Ceará, tras vencer a Tubarão de Pará.

## Títulos por club
| Club                   | Campeón        | Subcampeón | 3º Lugar | 4º Lugar       |
| ---------------------- | -------------- | ---------- | -------- | -------------- |
| Corinthians            | 2 (2018, 2019) |            | 1 (2021) |                |
| Ceará                  | 1 (2021)       | 1 (2020)   |          |                |
| Horizonte Futsal       | 1 (2017)       | 1 (2019)   |          |                |
| Magnus Futsal          | 1 (2023)       |            |          |                |
| Pato Futsal            | 1 (2022)       |            |          |                |
| Dois Vizinhos Futsal   | 1 (2020)       |            |          |                |
| Apodi Futsal RN        |                | 2 (2023)   |          |                |
| Jijoca de Jericoacoara |                | 1 (2022)   |          |                |
| Jaraguá Futsal         |                | 1 (2021)   |          |                |
| Tubarão                |                | 1 (2017)   |          |                |
| Joinville              |                | 1 (2018)   |          |                |
| São João do Jaguaribe  |                |            | 1 (2023) |                |
| Marreco Futsal         |                |            | 1 (2019) |                |
| Balsas Futsal          |                |            | 1 (2020) |                |
| Brasília Futsal        |                |            |          | 2 (2020, 2023) |
| Constelação            |                |            |          | 2 (2018, 2019) |
| Sorriso Futsal         |                |            |          | 1 (2017)       |
| Juventude              |                |            |          | 1 (2021)       |

## Títulos por estado
| Estado    | Títulos |
| --------- | ------- |
| São Paulo | 3       |
| Paraná    | 2       |
| Ceará     | 2       |